# Los Arcos
Los Arcos je obec ve Španělsku, v autonomním společenství Navarra, na severovýchodě země. Obcí se zhruba tisícovkou obyvatel protéká řeka Rio Odrón. Prochází tady také i francouzská část Svatojakubské cesty. Jedná se o samosprávnou obec (španělsky municipio).
Los Arcos jsou známé také tím, že se zde v 19. století uskutečnila bitva.
Mezi místní pamětihodnosti patří např. kostel Panny Marie, který byl zbudován v 12. století v románském slohu a později přestavěn ve slohu gotickém, renesančním, barokním i neoklasickém. Jednolodní chrám má řadu bočních kaplí. Na náměstí Plaza Mayor se nachází portál z 18. století vybudovaný za vlády Filipa V. s názvem Portal de Castilla.